# Войнов, Игорь Вячеславович
И́горь Вячесла́вович Во́йнов — российский учёный, изобретатель, с 2001 года — профессор, с 2002 года — академик Международной академии открытого образования, с 2010 по 2015 год — глава Миасского городского округа.

## Биография
Игорь Вячеславович родился 7 октября 1950 года в Баку. В 1953 году семья переехала в Челябинск. Там он окончил школу с золотой медалью, после чего поступил в Челябинский политехнический институт. Получив высшее образование, переехал в Миасс, где работал в миасском электромеханическом НИИ (ныне — НПО Электромеханики). За годы работы он внедрил множество изобретений и был отмечен знаками «Отличник изобретательства Министерства» и «Изобретатель СССР».
- В 1991-93 годах — заместитель директора по научной работе НПП «Ресурс»;
- С апреля 1993 глава комитета по управлению имуществом Миасса;
- В 1995 году — глава администрации Миасса (предшественник — Вертипрахов В. М.; преемник — Жмаев М. Ю.);
- В 1997—2000 годах заместитель генерального директора ОАО «УралАЗ»;
- С 2000 года директор Филиала Южно-Уральского государственного университета в г. Миассе (предшественник — Бабкин А. И., преемник — Гришай Б. Н.);
- С декабря 2000 года — депутат Законодательного собрания Челябинской области;
- В 2006 году — снова избран в Законодательное Собрание;
- В 2010—2015 годах — глава Миасского городского округа (предшественник — Бирюков И. А.; преемник — Васьков Г. А.);
- В 2015—2020 годы — директор Филиала Южно-Уральского государственного университета в г. Миассе (предшественник — Серко И. А.).
- Почётный гражданин города Миасса (2017)[4]

## Научная деятельность
В 1981 году защитил кандидатскую, в 1998 — докторскую диссертации в области автоматизированных систем контроля и робототехники.

### Избранные труды
- Войнов И. В. Транспортные и манипуляционные системы мобильных робототехнических комплексов для экстремальных условий : автореф. дис. … д-ра техн. наук. — Челябинск, 1998. — 32 с.
- Войнов И. В., Голощапов С. С., Стародубцев Г. Е. Теория автоматического управления : учеб. пособие : для студентов высших учебных заведений, обучающихся по специальности 220201 «Управление и информатика в технических системах». — Челябинск : ИЦ ЮУрГУ, 2009. — 96 с. — 100 экз. — ISBN 978-5-696-03914-5
- Войнов И. В., Голощапов С. С., Стародубцев Г. Е. Теория автоматического управления. Нелинейные системы : учебное пособие. — Челябинск : Издательский центр ЮУрГУ, 2010. — 39 с. — 100 экз.